# Oleszyce (gmina 1934–1954)
Oleszyce – dawna gmina wiejska istniejąca w latach 1934–1954 w woj. lwowskim i rzeszowskim (dzisiejsze woj. podkarpackie). Siedzibą władz gminy były Oleszyce.
Wiejska gmina zbiorowa o charakterze jednostkowym Oleszyce została utworzona 1 sierpnia 1934 roku w powiecie lubaczowskim w woj. lwowskim z dotychczasowej jednostkowej gminy wiejskiej Oleszyce. Po wojnie gmina znalazła się w powiecie lubaczowskim w nowo utworzonym woj. rzeszowskim. Według stanu z dnia 1 lipca 1952 roku gmina nie była podzielona na gromady. 
Gmina została zniesiona 29 września 1954 roku wraz z reformą wprowadzającą gromady w miejsce gmin. Jednostki nie przywrócono 1 stycznia 1973 roku po reaktywowaniu gmin, utworzono natomiast wielowioskową gminę Oleszyce, składającą się głównie z obszarów dawnych gmin Oleszyce Stare i Oleszyce, oraz częściowo z gminy Dąbków (Borchów i Nowa Grobla).